# Marina Mniszech
Marina Mniszech, Марина Мнишек (Marina Mnišek) in russo, Maryna Mniszchówna o Maryna Mniszech in polacco (Murovane, 1588 circa – Kolomna, 24 dicembre 1614), è stata una nobile ed avventuriera polacca che giocò secondo molti storici un ruolo decisivo durante il Periodo dei torbidi in Russia.
Marina Mniszech, una nobile polacca e tsarina di Russia dove era conosciuta con il soprannome Marinka la Strega a causa del suo terribile carattere, affari  e coinvolgimenti.
Figlia del Voivoda di Sandomir Jerzy Mniszech, secondo molti organizzatore occulto delle cosiddette "Dimitriadi", divenne zarina insieme al Falso Dimitri I di Russia tra il 1605 e il 1606. Scampata una prima volta all'esecuzione, si unì in matrimonio con un secondo falso Dimitri, dal quale ebbe un figlio, e poi a Ivan Martynovič Zaruckij. Entrambi vennero condannati a morte nel 1614 e Marina Mniszech morirà imprigionata pochi mesi dopo all'età di circa 26 anni.
La sua figura venne rievocata nella celebre opera lirica Boris Godunov.